# Umídia Quadratila

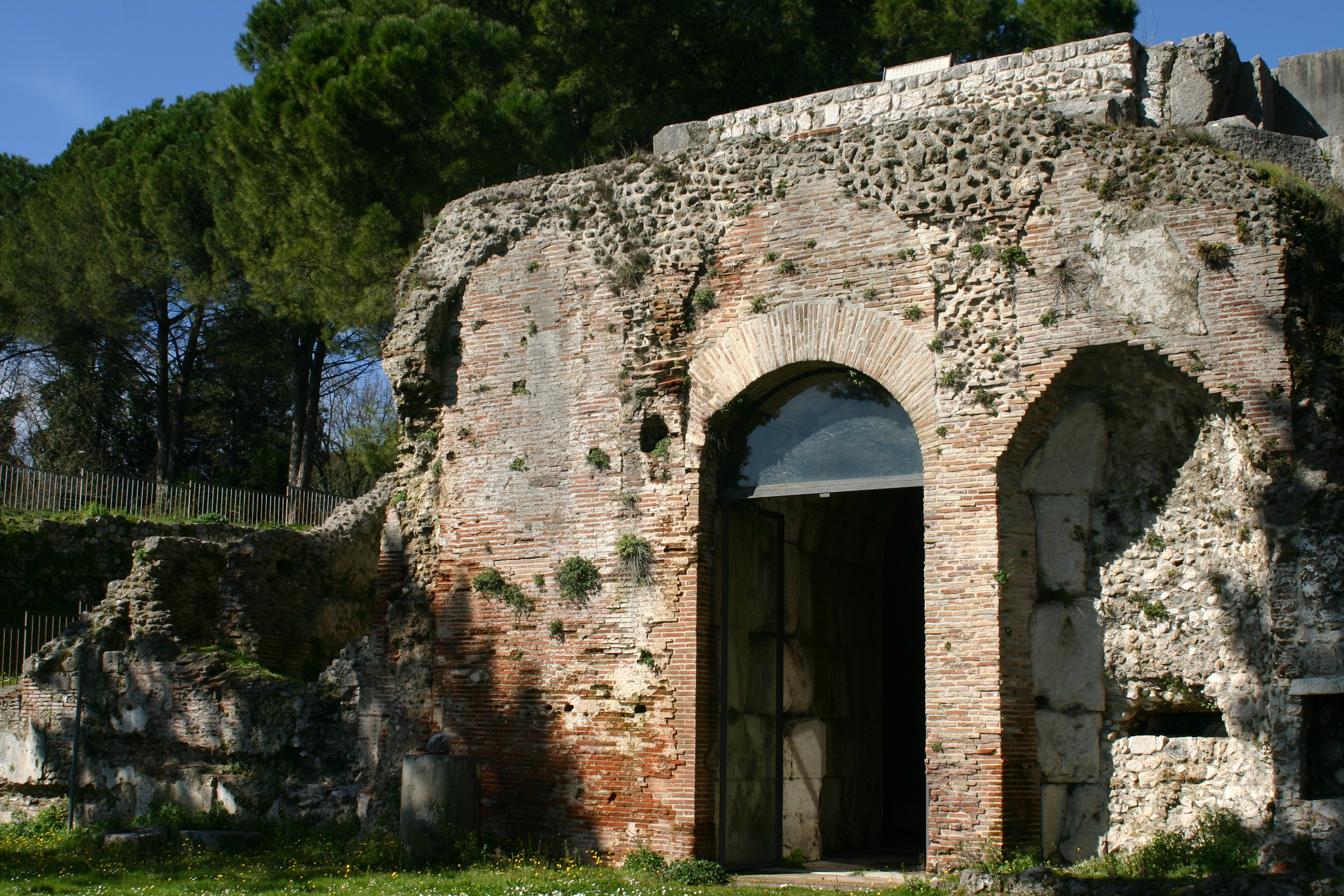
Mausoléu de Umídia Quadratila na cidade de Casinum (meados do século I dC).

Umídia Quadratila, foi uma rica mulher romana e foi um membro da gens Umídia. Ela morreu no reinado do Imperador Trajano (98-117) com aproximadamente oitenta anos de idade, deixando dois terços de sua fortuna para o seu neto e o outro terço para a sua neta. o Seu neto Umídio Quadrado foi amigo do senador romano e historiador Plínio, o Jovem, segundo Plínio, ela era tão rica que mantinha uma companhia de atores para seu próprio entretenimento, segundo outras fontes ela teria financiado algumas obras publicas como a construção de um templo, um anfiteatro, a restauração de um teatro, etc... .
Plínio mencionou que ela manteve Quadrado intocado pelo seu estilo de vida extravagante "não só pelo amor, mas também pelo respeito". Ela fez isso, pois na sua juventude, este luxuoso estilo de vida era comum para ela e outras famílias ricas. No entanto, sob o novo império romano, a sociedade tinha se tornado mais rigorosa e foi melhor para  Quadrado não entrar nestes estes luxos, se ele tivesse que seguir uma carreira política.
Quadratila foi, provavelmente, uma filha de Caio Umídio Durmio Quadrado, o governador da Síria, que morreu em 60 d.C. Ela é mencionada em duas inscrições descobertas em Casinum na Lazio, a cidade natal de sua família:
- "Ummidia C(ai) f(ilia) / Quadratilla / amphitheatrum et / templum Casinatibus / sua pecunia fecit" (CIL X, 5183).
- "[Ummidia C(ai) f(ilia) Qu]adrati[lla theatr]um / [impensis? patri]s sui [exornatum? veto]tate / [collapsum Casinatibus su]uma pec(unia) [res]titu[et ob dedica]tionem / [decurionibus et i]eis et [m]ulier[ibus epulum] dedit" (AE 1946, 174/AE 1992, 244)